# Cantonul Glarus
Glarusⓘ (franceză Glaris) este un canton din partea central-estică a Elveției, cu capitala la Glarus.

## Geografie
Cantonul Glarus este dominat de valea adâncă a râului Linth. Cea mai mare parte este muntoasă, cei mai înalți munți fiind Tödi cu 3.614 m altitudine. Alți munți din zonă sunt Hausstock (3.158 m) și Glärnisch (2.910 m). Aici se află și un lac mare, numit Lacul Walen. Suprafața totală a cantonului Glarus este de 685 km², din care circa jumătate e considerată productivă.

## Istorie

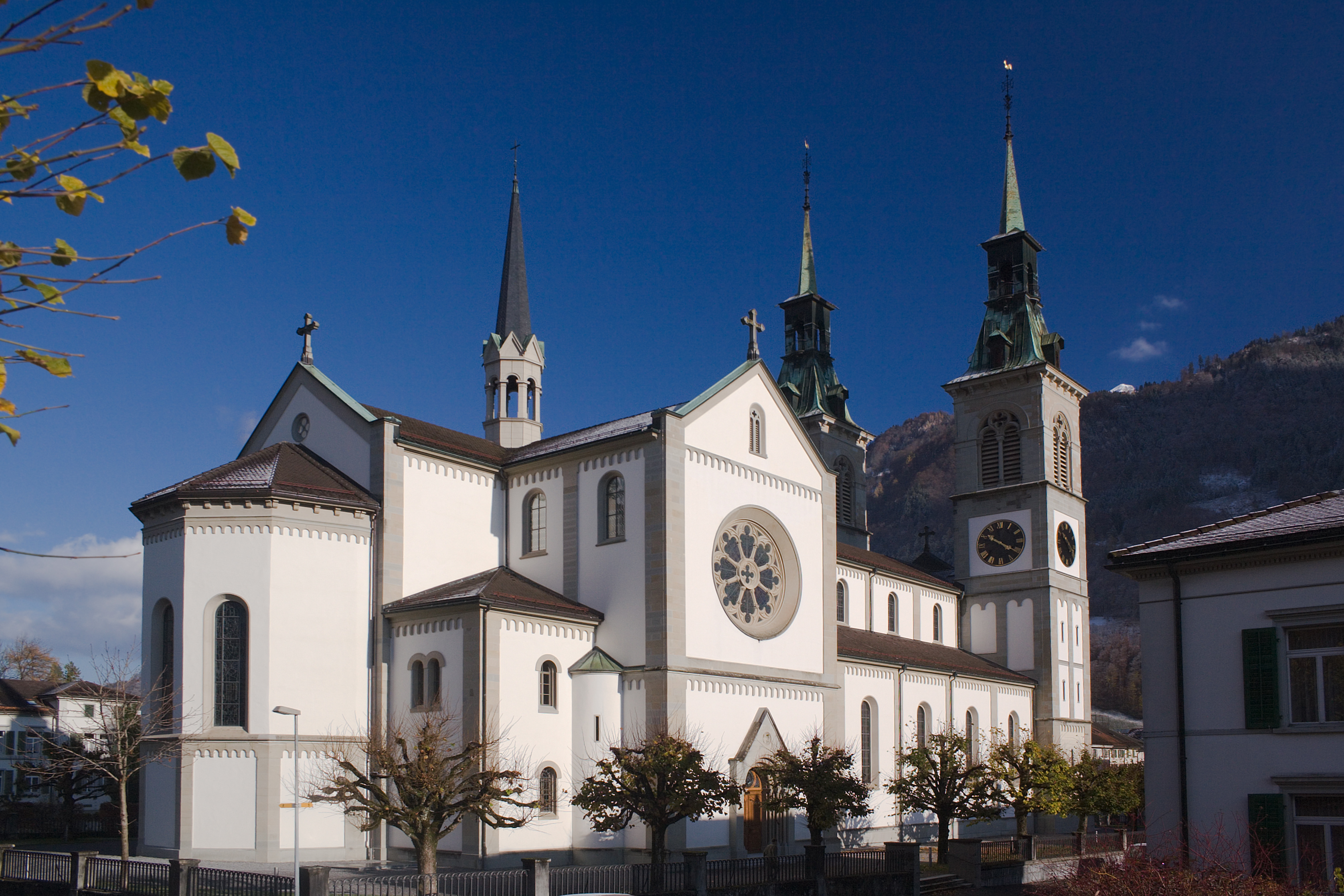
Biserica din Glarus de Ferdinand Stadler

Istoria acestui canton este legată strâns de religie. Locuitorii văii Linth au fost convertiți la creștinism în secolul al VI-lea de călugărul irlandez Sfântul Fridolin, care încă se mai află pe stema cantonului. El a fondat Abația Säckingen din apropiere de Basel, care, începând cu secolul al IX-lea, a intrat în posesia zonei din jurul orașului Glarus. În 1288 Habsburgii ocupaseră treptat toate teritoriile abației, lucru care i-a făcut pe locuitorii din Glarus să se alăture Confederației elvețiene în 1352.
Între 1506 și 1516 reformatorul Huldrych Zwingli a fost preot în Glarus, însă până în 1564 toți adepții săi erau eliminați. Aceasta însă nu a oprit luptele dintre protestanți și catolici din zonă. Pentru a obține pacea, s-a hotărât ca fiecare parte să aibă propria administrație (Landsgemeinde) în 1623, iar mai târziu, în 1683 s-au înființat tribunale separate pentru cele două religii.
Între 1798 și 1803 Glarus a făcut parte din Cantonul Linth înființat de Napoleon. În 1836 constituța a fost modificată pentru a unifica cele două religii, și a avea o singură Landsgemeinde.

## Industrie

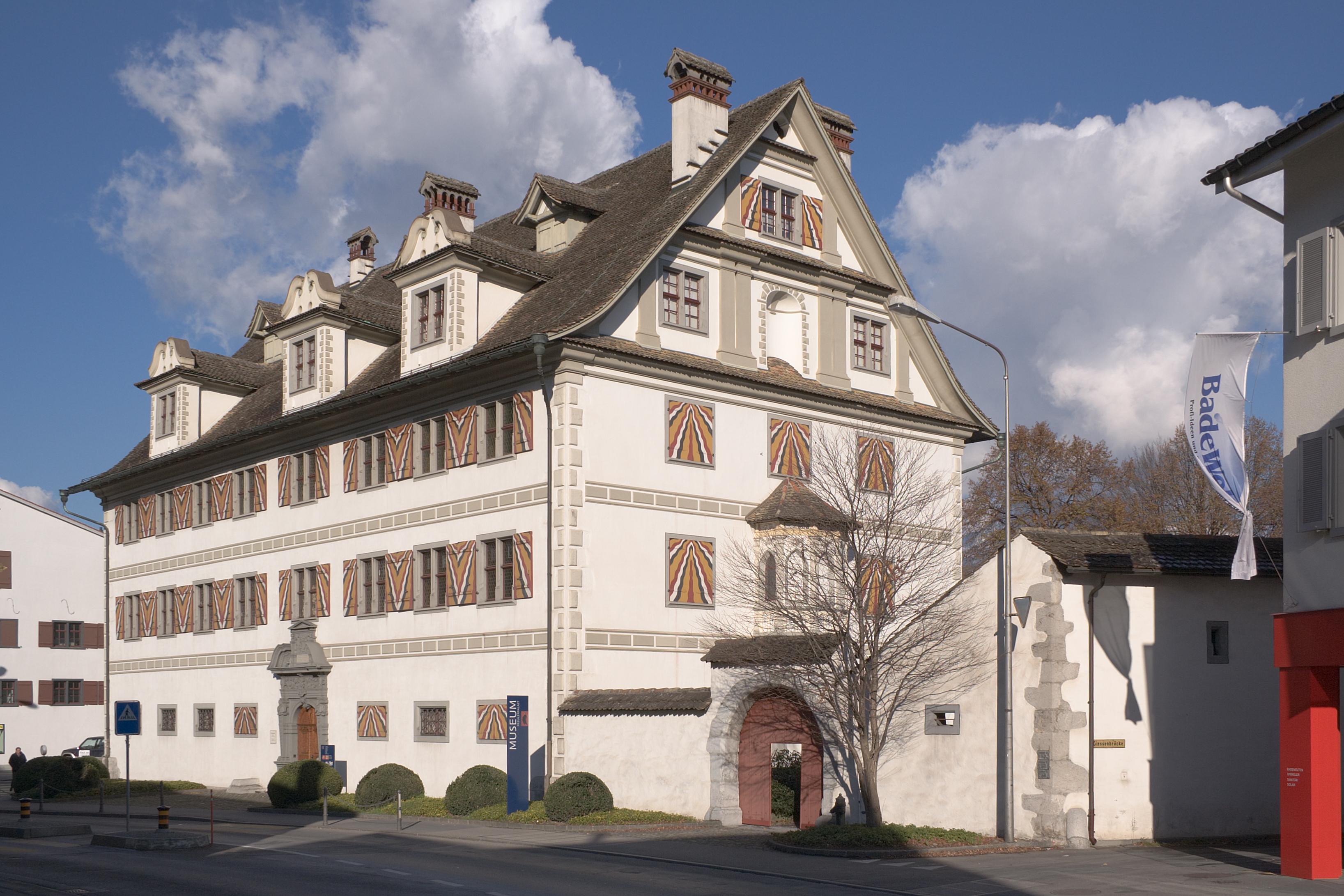
Muzeul cantonal într-o clădire numită Freulerpalast

Geografia cantonului a dus la înființarea de cariere de ardezie în secolul al XVII-lea. Zonele muntoase au adus avantaje și din punctul de vedere al industrializării. Industria bumbacului a luat avânt în secolul al XVIII-lea, urmată de industria tipografică, centrale hidroelectrice și mai apoi fabrici din domeniul construcției de mașini, precum și de fabricare a hârtiei.
Creșterea vitelor și prelucrarea lactatelor nu au dispărut ca urmare a descoperirilor științifice, aceastea având în continuare importață pe pășunile montane.